# Nicolás Trosset
Nicolás Trosset Fontana (n. 8 de enero de 1992 - Arrecifes, Provincia de Buenos Aires) es un piloto argentino de automovilismo. Inició su carrera compitiendo en kartings, para luego pasar a competir a nivel nacional en la Fórmula Renault Argentina, categoría de la que se consagrara campeón en el año 2010. Actualmente compite en el Turismo Carretera, categoría en la que debutó en 2014 y logró su primer triunfo el 12 de septiembre de 2020.
Fue el primer campeón de Fórmula Renault en su estrenada versión FR2.0, la cual comenzó a correrse desde ese año 2010. Lamentablemente, su título se vería empañado por la polémica que generó su definición, a causa de una maniobra ilegal ejecutada por su compañero de equipo Kevin Icardi, en contra de su rival por el campeonato Franco Vivian.
Tras este título, se volcó a competir en el TC Mouras debutando en el año 2011 a bordo de un Chevrolet Chevy de la escudería del expiloto Alberto Fancio. Tras el retiro del piloto Facundo Ardusso de la escudería JC Competición en el TC Pista, Trosset fue convocado para ocupar su plaza pasando a debutar también en esa categoría.
Fue el primer campeón de Fórmula Renault Argentina en su modalidad FR 2.0. En sus relaciones personales, es reconocido por ser sobrino del expiloto de Fórmula 1 y campeón de Turismo Carretera y TC 2000, Norberto Fontana, con quien protagonizaría el particular suceso de que dos parientes campeonaran un mismo año, ya que en el mismo año que Trosset se llevara el título de la FRA, Fontana se consagró nuevamente campeón de TC 2000 a bordo de un Ford Focus. Al mismo tiempo, junto con el campeón de Turismo Carretera Agustín Canapino (Chevrolet), se convirtieron en los primeros tres pilotos en ser campeones en un mismo año, representando a la misma localidad: Arrecifes.
Conquistó su primera victoria en el Turismo Carretera el 12 de septiembre de 2020, en el Autódromo de San Nicolás. Este triunfo lo convirtió en el ganador número 217 en el historial de dicha categoría.

## Trayectoria
| Año  | Categoría                                     | Marca             |
| ---- | --------------------------------------------- | ----------------- |
| 2006 | Campeonato Argentino de Karting, Clase Junior | Karting           |
| 2007 | Campeonato Argentino de Karting, Clase Junior | Karting           |
| 2008 | Debut en Fórmula Renault Argentina            | Tito 02-Renault   |
| 2009 | Fórmula Renault Argentina                     | Tito-Renault      |
| 2010 | Fórmula Renault Argentina (campeón)           | Tito-Renault      |
| 2011 | TC Mouras                                     | Chevrolet Chevy   |
| 2011 | TC Pista (27º)                                | Chevrolet Chevy   |
| 2012 | TC Pista (12)                                 | Chevrolet Chevy   |
| 2013 | TC Pista (subcampeón)                         | Chevrolet Chevy   |
| 2014 | Turismo Carretera (debut; 13º)                | Dodge Cherokee    |
| 2015 | Turismo Carretera (2 carreras)                | Torino Cherokee   |
| 2015 | Top Race V6 (debut)                           | Mitsubishi Lancer |
| 2016 | Top Race V6 (13º)                             | Chevrolet Cruze   |
| 2017 | TC Pista (9º)                                 | Torino Cherokee   |
| 2018 | Turismo Carretera                             | Dodge Cherokee    |
| 2019 | Turismo Carretera                             | Dodge Cherokee    |
| 2020 | Turismo Carretera                             | Dodge Cherokee    |

## Palmarés
| Título     | Categoría                 | Marca           | Año  |
| ---------- | ------------------------- | --------------- | ---- |
| Campeón    | Fórmula Renault Argentina | Tito 02-Renault | 2010 |
| Subcampeón | TC Pista                  | Chevrolet Chevy | 2013 |